# Gannys
Gannys (... – Nicomedia, 218) è stato un politico e militare romano, che giocò un ruolo importante nell'ascesa al trono dell'imperatore romano Eliogabalo.

## Biografia
Originario di Emesa, Gannys era eunuco e tutore del giovane Sestio Vario Avito Bassiano, meglio noto come Eliogabalo, figlio di Giulia Soemia e di Sesto Vario Marcello; in quanto figlio di Soemia, Bassiano era un membro della dinastia dei Severi, che aveva regnato fino al 217 sull'Impero romano con Caracalla. Di Gannys le fonti dicono che fosse l'amante di Soemia.
Alla morte di Caracalla era salito al trono un generale, Macrino: le donne severiane tentarono di riportare al trono uno della famiglia, e la scelta cadde su Bassiano. Il 16 maggio 218 Giulia Domna e Giulia Mesa sostennero davanti alla Legio III Gallica accampata ad Emesa i diritti di Bassiano sul trono imperiale, spacciandolo come il figlio naturale di Caracalla: l'acclamazione dei legionari è considerata l'atto di ascesa al trono di Bassiano, che prese poi il nome di Marco Aurelio Antonino Augusto e sarà più tardi conosciuto come Eliogabalo. 
Gannys divenne prefetto del pretorio e come tale ricevette il comando delle truppe di Eliogabalo, che avevano scelto il figlio di Giulia Soemia per fedeltà alla dinastia severiana ma anche per le ricchezze promesse dalle due donne, e affrontò l'imperatore Macrino nella battaglia di Antiochia (8 giugno 218): Macrino fu sconfitto e ucciso, ed Eliogabalo divenne l'unico imperatore.
Come tutore di Eliogabalo, Gannys esercitò una fortissima influenza sul giovanissimo imperatore (salito al trono all'età di quattordici anni), tanto da diventare una specie di vice imperatore. Cassio Dione lo descrive come corrotto e pervertito, ma dispensatore di benefici e innocuo, rispettoso dell'imperatore e amato da Mesa e Soemia; Eliogabalo, però, lo fece uccidere dai pretoriani nell'inverno 218 a Nicomedia, perché Gannys lo costringeva a vivere con misura e temperanza.

### Fonti primarie
- Cassio Dione Cocceiano, Historia romana, lxxix.

### Fonti secondarie
- Grant, Michael, The Severans: the changed Roman empire, Routledge, 1996, ISBN 0415127726, pp. 24-25, 47.
- William Smith, Dictionary of Greek and Roman Biography and Mythology, 1, Boston: Little, Brown and Company, Vol. 2, p. 230